# Schizonycha lutescens
Schizonycha lutescens är en skalbaggsart som beskrevs av Max Quedenfeldt 1884. Schizonycha lutescens ingår i släktet Schizonycha och familjen Melolonthidae. Inga underarter finns listade i Catalogue of Life.